# Rejon pskowski
Rejon pskowski (ros. Псковский район) – jednostka administracyjna wchodząca w skład obwodu pskowskiego w Rosji.
Centrum administracyjnym rejonu jest miasto Psków, a główne rzeki to Wielikaja i Pskowa. W granicach rejonu usytuowane jest terytorium międzywiejskie z centrum administracyjnym w osadzie Ostrow-Zalit oraz centra administracyjne wiejskich osiedli: Jerszowo, Rodino, Karamyszewo, Kirowo, Niejołowo-2, Piskowiczi, Sieriodka, Toroszino, Tiamsza, Czeriocha.